# Ocrepeira potosi
Ocrepeira potosi là một loài nhện trong họ Araneidae.
Loài này thuộc chi Ocrepeira. Ocrepeira potosi được Herbert Walter Levi miêu tả năm 1993.